# Engin de débarquement amphibie standard
L'engin de débarquement amphibie standard (EDAS) est une embarcation de débarquement de type classique monocoque. Elle a été commandée à quatorze exemplaires par la direction générale de l'Armement (DGA) pour équiper la Marine française à partir de 2021 aux Constructions navales et industrielles de la Méditerranée (CNIM), concepteur du projet, qui a sous-traité la production au chantier naval français Socarenam à Saint-Malo. Les porte-hélicoptères amphibies (PHA) de classe Mistral pourront embarquer quatre EDAS dans leur radier inondable, ou deux EDAS et un EDAR.

## Conception
Les EDAS sont un peu plus gros que les chalands de transport de matériel (CTM) qui les ont précédés, avec un tonnage d'environ 200 tonnes à pleine charge contre environ 150 tonnes pour les CTM. Cela leur apporte notamment une capacité à naviguer un peu plus loin des côtes. De plus, leur manœuvrabilité et leur vitesse ont été améliorées par rapport aux CTM.
Ils sont dimensionnés pour que les porte-hélicoptères amphibies (PHA) de la Marine nationale puissent en embarquer quatre dans leur radier inondable ou deux s'ils sont accompagnés par un EDAR. Leur capacité de chargement leur permet d'embarquer le char Leclerc, plus gros char de combat de l'Armée de terre.
Conçus sur le modèle d'un navire roulier, ils sont dotés d'une double rampe d'accès, une à l'avant et une à l'arrière, afin de faciliter les opérations d'embarquement et de débarquement.
Les EDAS sont armés par un équipage de quatre marins et sont équipés de trois mitrailleuses de 12,7 mm.

## Construction
La Direction générale de l'Armement (DGA) commande 6 exemplaires à CNIM en janvier 2019, plus 8 exemplaires en option. Il s'agit d'un contrat de 65 millions d'euros qui comprend 5 années de maintien en condition opérationnelle (MCO).
La construction des deux premiers EDAS a commencé en octobre 2019 à Saint-Malo. Socarenam a achevé leur construction au deuxième trimestre 2021. Ils ont été transférés et débarqués à Toulon le 12 juillet 2021, où ils ont subi une vaste campagne d'essais avec les PHA, d'aout à novembre 2021. Ils ont été livrés à la Marine nationale le 26 novembre 2021. Cette validation a permis de lancer début 2022 la construction des deux exemplaires suivants. Ils ont été mis à l'eau début 2023 à Saint-Malo, et admis au service actif le 4 décembre 2023 à Toulon.

## Utilisateurs

### Marine nationale
14 EDAS sont prévus pour équiper la Marine nationale, dont 8 destinés à la flottille amphibie basée à Toulon et 6 destinés à assurer des services logistiques dans les départements et territoires français d'outre-mer. Ils ont reçu le nom d'armes anciennes .
| Indicatif visuel | Nom        | Première découpe | Mise à l'eau  | Essais à la mer | Livraison        | Service actif   | Port base  |
| ---------------- | ---------- | ---------------- | ------------- | --------------- | ---------------- | --------------- | ---------- |
| L9100            | Arbalète   | octobre 2019     | décembre 2020 | aout 2021       | 26 novembre 2021 | 20 juillet 2022 | Toulon     |
| L9101            | Arquebuse  | octobre 2019     | décembre 2020 | aout 2021       | 26 novembre 2021 | 20 juillet 2022 | Toulon     |
| L9102            | Bombarde   | début 2022       | août 2021     | avril 2023      | juin 2023        | 4 décembre 2023 | Toulon     |
| L9103            | Javeline   | début 2022       | août 2021     | avril 2023      | juin 2023        | 4 décembre 2023 | Toulon     |
| L9104            | Pertuisane | fin 2022         | août 2022     | octobre 2023    | fin 2023         | 8 mars 2024     | Toulon     |
| L9105            | Glaive     | fin 2022         | août 2022     | octobre 2023    | fin 2023         | 15 avril 2024   | Toulon     |
| L9106            | Dague      | 2023             |               |                 | 2024             |                 | Djibouti   |
| L9107            | Mousquet   | 2023             |               |                 | 2024             |                 | Djibouti   |
| L9108            | Épée       | 2023             |               |                 | 2024             |                 | Mayotte    |
| L9109            | Sabre      | 2023             |               |                 | 2024             |                 | Nouméa     |
| L9110            | Coutelas   | 2024             |               |                 | 2025             |                 | Martinique |
| L9111            | Anne-Marie | 2024             |               |                 | 2025             |                 | Guyane     |
| L9112            | Rapière    |                  |               |                 | 2026             |                 | Toulon     |
| L9113            | Hallebarde |                  |               |                 | 2026             |                 | Toulon     |